# Corona di Norvegia

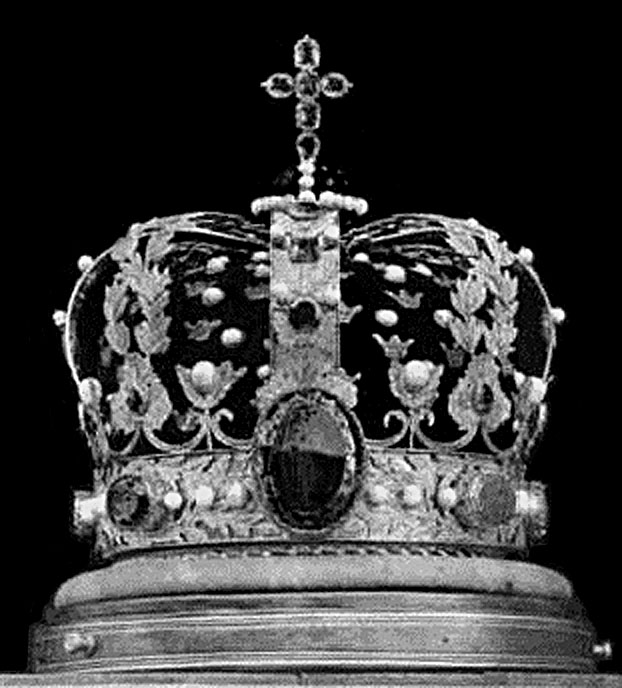
La corona di Norvegia.

La corona di Norvegia è la corona dei re norvegesi ed è stata realizzata nel 1818 a Stoccolma dal gioielliere Olof Wihlborg. Consiste in un anello d'oro con otto archetti, sormontati da un globo blu e da una croce di ametista.
La corona è decorata da perle e pietre preziose fra cui ametiste, crisoprasi, un topazio e una alessandrite. Sulla parte anteriore è presente un'enorme tormalina verde, dono del console brasiliano a Stoccolma al re Carlo III Giovanni di Norvegia.
La corona ha un'altezza di 24,5 centimetri, un diametro di 18,5 per 20,7 cm e un peso di 1.500 grammi. È stata utilizzata in quattro incoronazioni ed ha avuto un posto di rilievo a due benedizioni. È stata anche posta sopra la bara del defunto Carlo III Giovanni alla sua morte nel 1844.
I regalia di Norvegia comprendono tre corone, due scettri, due globi, una spada ed un corno per l'unzione. Quando Carlo III Giovanni di Norvegia (Carlo XIV Giovanni di Svezia) ascese al trono, nel 1818, era chiaro che sarebbe stato incoronato a Trondheim, come prescritto dalla costituzione norvegese. Nessuna delle corone norvegesi medioevali, però, era sopravvissuta e quindi vennero ordinati nuovi regalia. L'incoronazione del re Haakon VII di Norvegia e della regina Maud, nel 1906, fu l'ultima cerimonia di incoronazione. Tuttavia, sia la corona del re che quella della regina sono state poste sull'altare durante il servizio di consacrazione e benedizione per il re Harald V di Norvegia e la regina Sonja nel 1991.
I regalia di Norvegia sono custoditi nella Cattedrale di Trondheim.